# Кодралија (Ђаковица)
Кодралија (алб. Kodrali) је насељено место у општини Ђаковица, на Косову и Метохији. Према попису становништва из 2011. у насељу је живело 145 становника.

## Становништво
Према попису из 2011. године, Кодралија има следећи етнички састав становништва:
| Националност | 2011.        |
| Албанци      | 136 (93,79%) |
| Египћани     | 9 (6,21%)    |
| Укупно       | 145          |

| Демографија | Демографија | Демографија |
| Година      | Становника  | Становника  |
| ----------- | ----------- | ----------- |
| 1948.       | 154         |             |
| 1953.       | 162         |             |
| 1961.       | 223         |             |
| 1971.       | 204         |             |
| 1981.       | 215         |             |
| 1991.       | 197         |             |
| 2011.       | 145         |             |